# Hassiba Boulmerka
Hassiba Boulmerka (àrab: حسيبة بولمرقة, Ḥasība Būlmarqa) (Constantina, Algèria, 10 de juliol de 1968) és una atleta algeriana, actualment retirada, especialitzada en curses de distàncies de mig fons.
Començà corrent de ben petita especialitzant-se en els 800 i 1.500 metres. Després d'aconseguir triomfar en els campionats regionals i nacionals, però sense experiència en competicions internacionals, participà en els Jocs Olímpics d'Estiu de 1988 realitzats a la ciutat de Seül sent eliminada en les rondes prèvies dels 800 i 1.500 metres. El 1991, però, aconseguir guanyar els 800 metres a la Golden Gala de Roma. Un mes després aconseguí la victòria en la prova dels 1.500 metres al Campionat del Món d'Atletisme disputats a Tòquio, convertint-se en la primera dona africana que aconseguia un títol atlètic mundial. Des d'aquell moment, Boulmerka patí els atacs dels grups fonamentalistes islàmics, criticant que ensenyava massa el seu cos al córrer. Per aquest motiu, hagué de traslladar-se a Europa per entrenar. Sent la favorita per aconseguir la medalla d'or als Jocs Olímpics de Barcelona l'any 1992 no defraudà les expectatives, sent la primera medalla d'or per Algèria en unes Olimpíades.
Les seves temporades posteriors no feren tant satisfactòries, aconseguint ser tan sols tercera en el Campionat del Món de 1993 celebrat a Stuttgart. El 1995 però aconseguí novament al victòria al Campionat del Món celebrat a Göteborg, sense haver guanyat anteriorment cap carrera del calendari atlètic internacional. Aquell mateix any fou guardonada amb el Premi Príncep d'Astúries dels Esports pels seus valors esportius i humans. Després d'una lesió soferta durant les semifinals a les Olimpíades d'Atlanta l'any 1996, decidí retirar-se de l'atletisme el 1997. Actualment és membre el Comitè Olímpic Internacional en representació dels atletes.